# آنجلیکا سینگلتون ون بیورن
 آنجلیکا سینگلتون ون بیورن (انگلیسی: Angelica Singleton Van Buren؛ ۱۳ فوریهٔ ۱۸۱۸ – ۲۹ دسامبر ۱۸۷۷) یک سیاست‌مدار اهل ایالات متحده آمریکا بود. وی بین سال‌های ۱۸۳۹ تا ۴ مارس ۱۸۴۱ عهده‌دار سمت بانوی اول ایالات متحده بوده‌است.